# Knema communis
Knema communis är en tvåhjärtbladig växtart som beskrevs av James Sinclair. Knema communis ingår i släktet Knema och familjen Myristicaceae. Inga underarter finns listade i Catalogue of Life.